# Biotopo Sonnenberg Vegetazione Steppica Kortscher Leiten
Biotopo Sonnenberg Vegetazione Steppica Kortscher Leiten este o arie protejată (arie specială de conservare — SAC, sit de importanță comunitară — SCI) din Italia întinsă pe o suprafață de 56 ha, integral pe uscat.

## Localizare
Centrul sitului Biotopo Sonnenberg Vegetazione Steppica Kortscher Leiten este situat la coordonatele 46°38′13″N 10°43′53″E / 46.6369°N 10.7314°E.

## Înființare
Situl Biotopo Sonnenberg Vegetazione Steppica Kortscher Leiten a fost declarat sit de importanță comunitară în aprilie 2002 pentru a proteja 6 specii de animale. Situl a fost protejat și ca arie specială de conservare în noiembrie 2016.

## Biodiversitate
Situată în ecoregiunea alpină, aria protejată conține 2 habitate naturale: Pajiști stepice subpanonice, Roci stâncoase cu vegetație pionieră de Sedo-Scleranthion sau Sedo albi-Veronicion dillenii.
La baza desemnării sitului se află mai multe specii protejate:
- păsări (4): potârnichea de stâncă (Alectoris graeca saxatilis), caprimulg (Caprimulgus europaeus), sfrâncioc roșiatic (Lanius collurio), silvie porumbacă (Sylvia nisoria)
- mamifere (2): liliac cârn (Barbastella barbastellus), liliacul mare cu potcoavă (Rhinolophus ferrumequinum)

Pe lângă speciile protejate, pe teritoriul sitului au mai fost identificate 14 specii de plante, 6 specii de păsări, 5 specii de mamifere, 4 specii de reptile.